# Морріс (Коннектикут)
Морріс (англ. Morris) — місто (англ. town) в США, в окрузі Лічфілд штату Коннектикут. Населення — 2256 осіб (2020).

## Демографія
Згідно з переписом 2010 року, у місті мешкало 2388 осіб у 958 домогосподарствах у складі 662 родин. Було 1314 помешкання
Расовий склад населення:
| - 97,4 % — білих - 0,8 % — азіатів - 0,5 % — чорних або афроамериканців - 0,1 % — корінних американців |

До двох чи більше рас належало 1,2 %. Частка іспаномовних становила 2,1 % від усіх жителів.
За віковим діапазоном населення розподілялося таким чином: 20,3 % — особи молодші 18 років, 64,2 % — особи у віці 18—64 років, 15,5 % — особи у віці 65 років та старші. Медіана віку мешканця становила 45,9 року. На 100 осіб жіночої статі у місті припадало 99,2 чоловіків;  на 100 жінок у віці від 18 років та старших — 97,7 чоловіків також старших 18 років.
Середній дохід на одне домашнє господарство  становив 123 317 доларів США (медіана — 89 107), а середній дохід на одну сім'ю — 133 938 доларів (медіана — 104 349). Медіана доходів становила 63 261 долар для чоловіків та 65 300 доларів для жінок. За межею бідності перебувало 2,8 % осіб, у тому числі 2,9 % дітей у віці до 18 років та 1,5 % осіб у віці 65 років та старших.
Цивільне працевлаштоване населення становило 1244 особи. Основні галузі зайнятості: освіта, охорона здоров'я та соціальна допомога — 24,1 %, науковці, спеціалісти, менеджери — 13,7 %, будівництво — 12,8 %.